# Takeru Satō
Takeru Satō (佐藤 健, Satō Takeru) est un acteur japonais né le 21 mars 1989 à Iwatsuki, dans la préfecture de Saitama.

## Biographie
Durant sa scolarité il est repéré par un agent de la AMUSE Entertainment. Il décroche son premier rôle dans Princess Princess D en 2006, alors qu'il est encore au lycée. Son personnage Toru Kouno est une des fameuses princesses, au côté de Kamakari Kenta et Fujita Rei.  
Il est diplômé de la North High School à Koshigaya, préfecture de Saitama en mars 2007, quelques semaines avant son 18e anniversaire.
En 2007, il gagne en popularité après avoir joué dans le 17e opus de la série des Kamen Rider : Kamen Rider Den-O dans le rôle de Nogami Ryoutarou. Dans ce drama, il a l'occasion de montrer ses talents de danseur et notamment en break dance. La même année, il est hospitalisé pendant dix jours pour un pneumothorax.
Takeru Satō tourne en 2008 dans deux autres Den-O : Kamen Rider Den-O & Kiva et Saraba Kamen Rider Den-O. On le retrouve dans le drama Rookies (Yuya Okada) : Okada fait partie d'un groupe de délinquants qui jouent dans un club de baseball. Comme Satō a pratiqué ce sport pendant sa scolarité en études primaires et intermédiaires, il est l'un des rares acteurs de la série qui possède une expérience dans ce domaine. Rookies étant diffusé à 20 heures le samedi, en prime time, Takeru Satō atteint un public beaucoup plus large que par ses prestations précédentes.
Il est ensuite présent dans le drama Bloody Monday, basé sur le manga du même nom, en co-vedette avec son compatriote Haruma Miura (issu de la même agence). Leurs personnages, respectivement Otoya Kujo et Fujimaru Takagi, sont les meilleurs amis comme Miura et Satō sont dans la vraie vie.
Début 2009 il incarne Kento Shibata dans Mei-chan no Shitsuji. Shibata s'inscrit dans une école de majordomes, pour pouvoir rester près de son ami d'enfance Mei Shinonome.
Il obtient en 2010 le rôle de Yukio « Koyuki » Tanaka dans le film Beck. Satō partage l'affiche avec Hiro Mizushima et Osamu Mukai, avec qui il avait déjà tourné dans Mei-chan no Shitsuji.
En juin 2011, il tourne le film Rurouni Kenshin adapté du manga, incarnant le célèbre personnage de Kenshin Himura. Takeru a même déclaré : « J'adore le personnage de Kenshin et je suis heureux de le représenter sur le grand écran. »

## Filmographie

### Films
- 2007 : Kamen Rider Den-O: I'm Born! : Ryotaro Nogami
- 2008 : Kamen Rider Den-O & Kiva: Climax Deka : Ryotaro Nogami
- 2008 : Saraba Kamen Rider Den-O: Final Countdown : Ryotaro Nogami
- 2009 : Goemon : Saizou Kirigakure (jeune)
- 2009 : Rookies : Okada Yuya
- 2010 : TRICK: Battle Royale Psychic : Nakamori Shohei
- 2010 : Beck : Yukio "Koyuki" Tanaka
- 2012 : Kenshin le vagabond : Himura Kenshin
- 2013 : Real[5] : Koichi Fujita
- 2013 : Kanojo wa Uso o Aishisugiteru : Ogasawara Aki
- 2014 : Rurouni Kenshin: Kyoto Inferno : Himura Kenshin
- 2014 : Kenshin : La Fin de la légende : Himura Kenshin
- 2015 : Bakuman : Moritaka Mashiro
- 2016 : Sekai kara neko ga kietanara : le facteur
- 2016 : Nanimono : Takuto Ninomiya
- 2017 : Ajin : Semi-humain : Kei Nagai
- 2017 : The 8-year engagement : Hisashi
- 2018 : Last Hero Inuyashiki : Hiro Shishigami
- 2019 : Samurai Marathon : Karasawa Jin'nai
- 2019 : Dragon Quest: Your Story : Ruka
- 2021 : Kenshin : L'Achèvement (るろうに剣心 最終章 The Final, Rurōni Kenshin saishū shō: The Final?) de Keishi Ōtomo : Kenshin Himura
- 2021 : Kenshin : Le Commencement (るろうに剣心 最終章 The Beginning, Rurōni Kenshin saishū shō: The Beginning?) de Keishi Ōtomo : Kenshin Himura

### Dramas
- 2006 : Princess Princess D : Tooru Kouno
- 2007 : Shinigami no Ballad : Ichihara Kantaro
- 2007 : Kamen Rider Den-O : Ryotaro Nogami
- 2008 : Rookies : Yuya Okada
- 2008 : ROOKIES SP : Yuya Okada
- 2008 : Bloody Monday : Otoya Kujo
- 2009 : Honto ni Atta Kowai Hanashi  : Fujisawa Shotaro
- 2009 : MW Chapter 0: Akuma no Game : Takashi Morioka
- 2009 : MR. BRAIN : Nakagawa Masaru
- 2009 : Mei-chan no Shitsuji : Shibata Kento (B)
- 2010 : Ryōmaden (龍馬伝?) : Okada Izo
- 2010 : Bloody Monday 2 : Otoya Kujo
- 2010 : Q10 : Fukai Heita
- 2011 : Fuyu no Sakura : Inaba Hajime
- 2011 : Saigo no Kizuna: Okinawa Hikisakareta Kyodai[6] : Agarie Yasuharu
- 2013 : Tonbi[7] : Ichikawa akira (adulte)
- 2014 : Bitter Blood : Natsuki Sahara
- 2015 : The Emperor's Cook : Tokuzo Akiyama
- 2018 : Hanbun, Aoi : Ritsu Hagio
- 2018 : Gibo to Musume no Blues : Akira Mugita
- 2020 : Koi wa tsuzuku yo dokomademo : Kairi Tendo

## Discographie

### Singles

#### Princess Princess D
- 2006:
  - Vol.1 “Treasure”
  - Vol.5 “YES!”

#### Kamen Rider Den-O
- 2007:
  - "Pre-go ~ZERO~"
  - "Double-Action"
  - "Perfect-Action ~Double-Action Complete Collection~"
  - "Real-Action"
- 2008:
  - "Double-Action Wing form"

### Clips vidéos
- 2007:
  - Bahashishi, Oasis(オアシス)
  - Bahashishi, Yakusoku (約束)
- 2008:
  - Bahashishi, Kiseki (キセキ)

## Autre

### DVD idole
- 2008:
  - Satoh Takeru: my Colour
- 2010:
  - HT – N.Y. no Chushin de, Nabe wo Tsutsuku (HT 〜N.Y.の中心で、鍋をつつく〜)
- 2011:
  - Miura Haruma x Satoh Takeru: HT – Sekido no Mashita de, Nabe wo Tsutsuku[8]

### Livre photo
- 2008:
  - Satoh Takeru First Photo Album: Intently
- 2009:
  - Satoh Takeru Photo Album: Deep Breathing
- 2011:
  - Nouvelles[9]

#### Livres photo dramas et films
- 2007:
  - Masked Rider Den-O Character Book
- 2008:
  - Satoh Takeru Photo Album – 400 Days
  - Masked Rider Den-O Photo Album - Imagine
- 2009:
  - ROOKIES PERFECT BOOK
  - “Meichan no Shitsuji” Offical Book
- 2010:
  - TAKERU SATOH PROFILE 2007-2010 “So Far So Good”
  - Bloody Monday Offical Book
  - BECK offical Guide
- 2011:
  - Satoh Takeru Actor’s Memory 2006-2011

### Publicité (CM)
- 2007:
  - Otsuka Pharmaceutical Co.「Oronamin C」
  - Bandai Namco Group「DX Den Den O Belt Balafreur」
- 2007-2008:
  - Nike - Jersey
- 2008: 
  - Hudson Soft Company - Mezase Tsuri Maître
- 2009: 
  - Itoen: W BLACK / MINERAL Sparkies
  - Lotte: Est apte[10] / Ghana chocolat / Coolish
- 2010:
  - Sony Music Japan International Inc.
  - Kose - Cosmagic
  - Suntory Holdings Limited - Horoyoi
  - NTT Communications Corp - Hikari Portable
  - Japan Post Bank - famille Yu-cho
  - Acecook - JanJan Yakisoba
  - Panasonic - LUMIX DF2
- 2011:
  - Japan Racing Association - CLUB KEIBA
  - New Balance - PF Flyers
  - Lion smile contacts

### Documentaires
- 2012
  - Hadaka ni Shitai Otoko 'Satō Takeru': documentaire qui met en scène son voyage à Vérone et Venise, en Italie pour ses débuts sur scène dans " Romeo et Juliette "[11].

## Théâtre
- 2011: Roméo et Juliette[12]